# نهير الشمري
نهير الشمري هو لاعب كرة قدم كويتي سابق، من مواليد 12 يوليو 1976، طول 174 ووزنه 70، أحد لاعبي نادي القادسية الكويتي، ومنتخب الكويت لكرة القدم.
بدأ نهير الشمري مشواره في الكرة مع نادي الصليبيخات، واستطاع أن يفرض نفسه، وتم اختياره لتمثيل المنتخب الكويتي في كأس الخليج 1998 في مملكة البحرين، واستطاع منتخب الكويت لكرة القدم أن يحرز اللقب آنذاك، وبعد بطولة الخليج، ظفر به نادي القادسية الكويتي بعد أن دفع مبلغ 60 ألف دولار أمريكي ، ويعد من أغلى اللاعبين الذين ينتقلون بين أندية محلية آنذاك.
يعتبر نهير الشمري من أفضل اللاعبين على المستوى المهاري في دولة الكويت، حيث يتمتع بمهارات كبيرة، وإضافة إلى ذلك، يستطيع نهير الشمري أن ينفذ الركلات الثابتة بدقة على رؤوس اللاعبين المهاجمين، وكثيرا ما صنع الأهداف من هذه الكرات، ويستطيع نهير الشمري أن يلعب في مركز قلب الدفاع، ومركز الوسط المتأخر إن اقتضت الحاجة إلى ذلك.
في يوم 12 يوليو 2008 قال رئيس نادي أم صلال القطري الشيخ فيصل بن أحمد آل ثاني بأن النادي تفاجأ بورود نبأ رغبة النادي بالتعاقد مع نهير الشمري ، وقالت إدارة نادي القادسية بأنها ترفض انتقال نهير لأنه يلعب دور القائد في الفريق.
و قال نهير الشمري بأنه يريد أن يعتزل في نهاية موسم 2008/2009  لكي يفسح المجال للاعبين الشبان الصاعدين مثل طلال العامر ومحمد راشد الفضلي وعبد العزيز المشعان وفهد الإبراهيم وسعود المجمد.
و قد لعب نهير الشمري مع منتخب الكويت لكرة القدم 116 مباريات دولية وسجل فيها 7 أهداف، وقد حصل نهير الشمري طوال مشواره مع منتخب الكويت لكرة القدم على ثلاثة بطاقات صفراء فقط، وقد طرد مرة واحدة في يوم 30 يناير 2008 في مباراة ودية مع منتخب عمان لكرة القدم ، وفي يوم 9 ابريل 2008 أعلن نهير الشمري بأنه سيقدم كتاب اعتزال اللعب الدولي إلى الإتحاد الكويتي لكرة القدم ، وفي يوم 2 ديسمبر 2008 أعلن المدرب محمد إبراهيم عن ضمه للمنتخب ضمن التشكيلة الأولية للمنتخب المشارك في كأس الخليج 2009 ، وبعد خروج منتخب الكويت لكرة القدم من الكأس أعلن اعتزاله اللعب دوليا ، وقد قبل الاتحاد الكويتي لكرة القدم اعتزاله من المنتخب.
و قد فاز نهير الشمري مع نادي القادسية الكويتي بعدد كبير من البطولات، ففاز في لقب الدوري الكويتي أربع مرات ولقب كأس الأمير ثلاثة مرات، ولقب كأس ولي العهد أربع مرات ولقب كأس الخرافي مرتين، ولقب كأس الخليج للأندية مرتين.

## روابط خارجية
- نهير الشمري على موقع الاتحاد الدولي (مؤرشف)  (الإنجليزية)
- نهير الشمري على موقع قاعدة بيانات كرة القدم.إي يو (الإنجليزية)
- نهير الشمري على موقع ناشيونال فوتبول تيمز (الإنجليزية)